# 红旗-19地空导弹武器系统
红旗-19，又称红-19，是中国航天科工集团公司第二研究院研制的大气层内外反导导弹，具备区域防空反导能力，多目标交战能力，及一定的反高超音速飞行器的能力，属于中国人民解放军陆基战区高空反导系统的一部分。

## 概要
红旗-19發射車采用4轴越野底盘设计，前部驾驶舱，中部设备舱或控制舱，后部安装有2组共6发红旗-19拦截弹，发射筒直径约50厘米，长度約7米以上，采用冷发射方式，起竖装置采用整体式抬升，起竖后发射筒接近垂直，有一定的倾斜角度。红旗-19彈頭采用改进自863-805工程的动能拦截器，在其基础上引入红外成像寻的制导技术，采用复合制导体制，可用于拦截射程3000km以内的弹道导弹再入弹头等目标。红旗-19装备高加速固体发动机，采用碳纤维壳体并应用原位合成钛基复合材料，以N-15B为推进剂，质量比为0.85、比冲达260s，可使丛弹获得高末端速度及60g以上的大过载机动能力，以跟踪弹头目标。红旗-19系统中还包括用于预警的多功能固体相控阵雷达。

### 部署
2017年3月20日，外界根据《解放军报》一篇报道猜测，中国新组建的首个红旗-19导弹营已投入战备值班。
2024年的第十五届中国国际航空航天博览会上，红旗-19以空军装备之一公开亮相，也是其首次面向公众展览。